# Тихоокеанский государственный университет
Тихоокеанский государственный университет (ТОГУ, полное официальное название: Федеральное государственное бюджетное образовательное учреждение высшего образования «Тихоокеанский государственный университет») — университет в России, учебное и научное учреждение Хабаровского края. Университет состоит из семи институтов (26 высших школ и 1 кафедра).

## История
29 марта 1958 года, в соответствии с приказом Министерства высшего образования СССР № 351 от 29 марта 1958 года в Хабаровске открыли автомобильно-дорожный институт. Первым ректором вуза стал Михаил Даниловский, руководивший вузом в течение трёх последующих десятилетий.
12 июля 1962 года преобразован в Хабаровский политехнический институт. Затем, в декабре 1992 года — в Хабаровский государственный технический университет.
23 марта 2005 года преобразован в Тихоокеанский государственный университет.
В 2015 году, в рамках заседания специальной комиссии Минобрнауки, было принято решение о присоединении Дальневосточного государственного гуманитарного университета к Тихоокеанскому.
В 2018 году университет получил статус «Центр инновационного, технологического и социального развития региона».
В 2021 году стал победителем конкурсного отбора для участия в программе государственной поддержки университетов «ПРИОРИТЕТ 2030». В этом же году вошёл в число участников проекта научного-кампуса на 400 000 м²..
5 октября 2022 года и. о. ректора ТОГУ назначен Марфин Юрий Сергеевич, ранее занимавший пост проректора по научной работе Ивановского государственного химико-технологического университета.
6 июня 2023 года Министерством науки и высшего образования Российской Федерации принято решение о реорганизации ФГБОУ ВО «Хабаровский государственный университет экономики и права» (ХГУЭП) в форме присоединения к "Тихоокеанскому государственному университету. Процесс слияния завершился в ноябре 2023 года.
В 2023 году университет занял 100 место в Рейтинге крупнейших университетов России, по данным Мониторинга Министерства науки и высшего образования РФ в университете в 2023 году обучались 10 490 человек.

## Институты

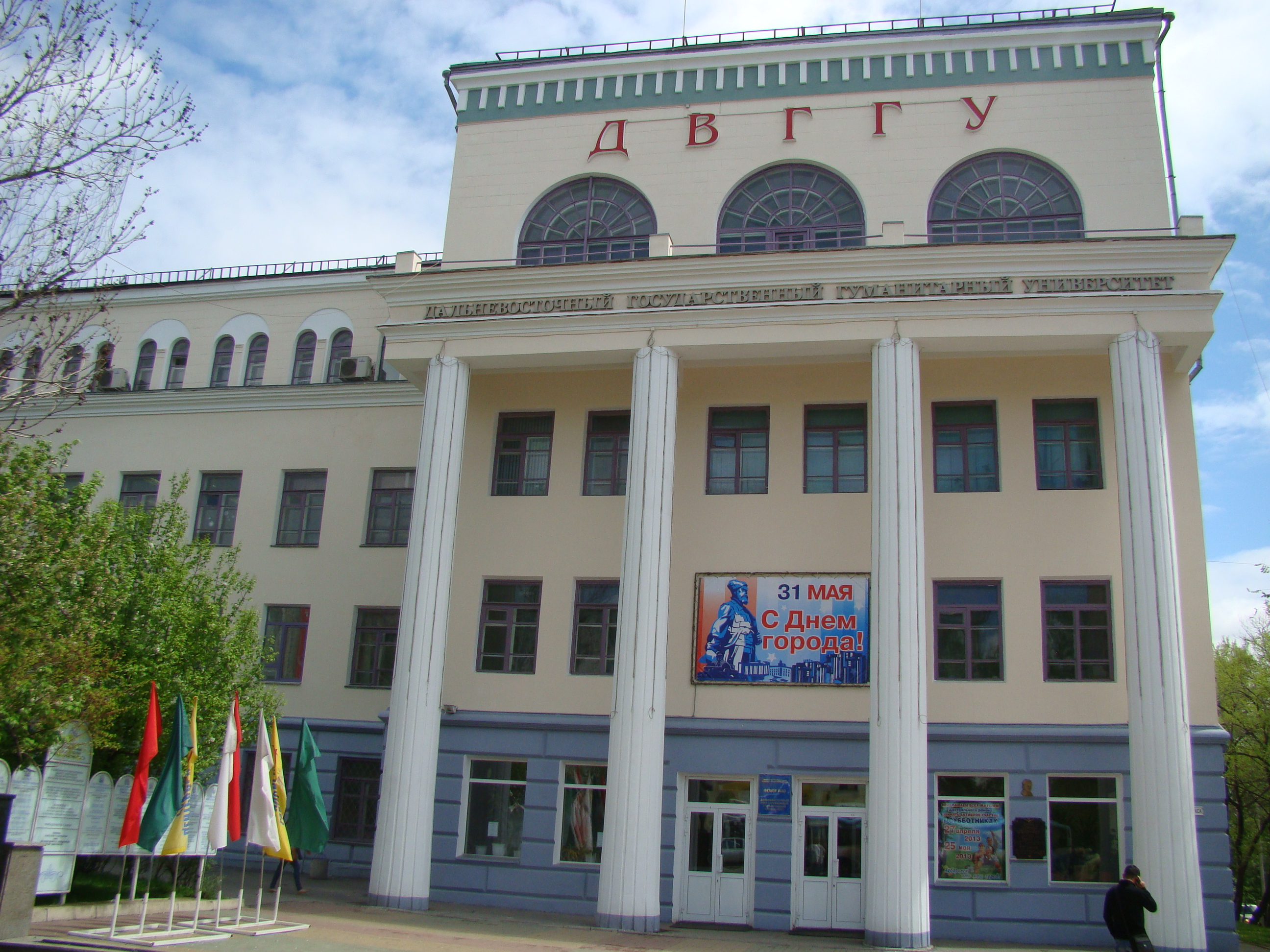
Педагогический институт ТОГУ

С начала сентября 2023 года в Тихоокеанском государственном университете прошла реорганизация, по результатам которой факультеты реорганизованы в 7 институтов и 1 департамент:
- Политехнический институт (Политех);
- Институт строительства, архитектуры и дизайна (ИАСиД);
- Юридический институт (ЮИ);
- Институт экономики и управления (ИЭУ);
- Институт социально-политических технологий и коммуникаций (ИСПТиК);
- Педагогический институт (Пед);
- Институт лингвистики и межкультурной коммуникации (ИЛиМК);
- Департамент дополнительного образования (ДОО).

## Руководство
Директора и ректоры:
- 1958—1987 — Михаил Павлович Даниловский[22]
- 1987—2002 — Виктор Кирсанович Булгаков[23]
- 2002—2022. — Сергей Николаевич Иванченко[24]
- 2022—н.в. — Марфин Юрий Сергеевич

## Известные выпускники
- Пётр Дубров — российский космонавт-испытатель отряда ФГБУ «НИИ ЦПК имени Ю. А. Гагарина», Герой Российской Федерации[25].
- Андрей Замковой — российский боксёр, двукратный бронзовый призёр летних Олимпийских игр (2012, 2020)[26].
- Сергей Иванченко — ректор ТОГУ, председатель Совета ректоров вузов Дальневосточного федерального округа[27].
- Александр Левинталь — заместитель полномочного представителя Президента РФ в Дальневосточном федеральном округе, инвестиционный уполномоченный в ДФО, 3-й губернатор Еврейской автономной области[28].
- Александр Панжинский — российский лыжник, серебряный призёр зимних Олимпийских игр 2010 года в индивидуальном спринте[26].
- Андрей Ухарев — журналист, телеведущий, ведущий программ «Время», «Воскресное Время» и «Вечерние новости» на Первом канале[29]